# Ioannis Sfairopoulos
Ioannis Sfairopoulos (nació el 21 de marzo de 1967 en Salónica) es un entrenador griego de baloncesto que actualmente entrena al Estrella Roja de Belgrado de la ABA Liga y la Euroliga.

## Carrera deportiva
Giannis ha sido entrenador asistente en el Olympiacos BC al lado de Jonas Kazlauskas, Grecia y el PBC CSKA Moscú. Después de dos años como entrenador principal en el Panionios BC, el entrenador heleno llegó al Olympiacos tras un mal arranque de la temporada, sin embargo después de ganar la liga griega y llegar a la final de Euroliga, que perdió contra el Real Madrid de Pablo Laso, el entrenador extendió su contrato hasta 2018.
Desde 2018 a 2022 dirigiría al Maccabi Tel Aviv  de la Ligat ha'Al.

## Trayectoria
- 2000-2001 PAOK B.C.
- 2001-2005 Grecia(Asistente)
- 2005-2008 Olympiacos B.C.. (Asistente)
- 2008-2011 Kolossos Rodou BC
- 2009-2010 Grecia(Asistente)
- 2011-2012 PBC CSKA Moscú. (Asistente)
- 2012-2014 Panionios BC
- 2014-2018 Olympiacos B.C.
- 2018-2022 Maccabi Fox Tel Aviv
- 2023-Actualmente Estrella Roja de Belgrado (baloncesto)